# قطعنامه ۱۲۶۷ شورای امنیت
قطعنامه ۱۲۶۷ شورای امنیت سازمان ملل متحد که در تاریخ ۱۵ اکتبر ۱۹۹۹ تصویب شد، سندی بین‌المللی دربارهٔ اوضاع در افغانستان است. این قطعنامه طی نشست ۴۰۵۱ام با ۱۵ رای موافق، ۰ مخالف و ۰ ممتنع تصویب شد.